# Tour Incity
Tour Incity är en skyskrapa i Lyons storstadsområde i Frankrike. 
Tour Incity är 200 meter högt. Tornet är 2016 den högsta skyskrapan i Lyon, före Tour Part-Dieu och Tour Oxygène, och den tredje högsta skyskrapan i Frankrike efter Tour First (La Défense) och Tour Montparnasse (Paris).